# 劳斯莱斯曜影
劳斯莱斯曜影（英語：Rolls-Royce Dawn）是劳斯莱斯汽车生产的大型敞篷豪华旅行车，在2015年法兰克福车展上正式发布。